# Oxychilus blauneri
Oxychilus blauneri is een slakkensoort uit de familie van de Oxychilidae. De wetenschappelijke naam van de soort is voor het eerst geldig gepubliceerd in 1843 door Robert James Shuttleworth.